# Vladímir Beschástnyj
Vladímir Yevguénievich Beschastnykh (en ruso: Влади́мир Евге́ньевич Бесча́стных; Moscú, Rusia, 1 de abril de 1974) es un exfutbolista y entrenador ruso. Se desempeñaba en la posición de delantero. Actualmente es entrenador de delanteros en FC Rodina Moscú de la Liga Nacional de Fútbol de Rusia.
Tras disputar la temporada 2008 con el equipo kazajo Astana, decidió poner fin a su carrera en diciembre de 2008.

## Selección nacional
Fue internacional con la selección de fútbol de Rusia en 71 ocasiones y marcó 26 goles.

### Participaciones en Copas del Mundo
| Mundial                        | Sede                  | Resultado    |
| ------------------------------ | --------------------- | ------------ |
| Copa Mundial de Fútbol de 1994 | Estados Unidos        | Primera fase |
| Copa Mundial de Fútbol de 2002 | Corea del Sur y Japón | Primera fase |

### Participaciones en Eurocopas
| Eurocopa      | Sede       | Resultado    |
| ------------- | ---------- | ------------ |
| Eurocopa 1996 | Inglaterra | Primera fase |

## Clubes
| Club                | País                  | Año       |
| ------------------- | --------------------- | --------- |
| Spartak de Moscú    | Unión Soviética Rusia | 1990-1994 |
| Werder Bremen       | Alemania              | 1994-1997 |
| Racing de Santander | España                | 1997-2001 |
| Spartak de Moscú    | Rusia                 | 2001-2002 |
| Fenerbahçe SK       | Turquía               | 2002-2003 |
| Kuban Krasnodar     | Rusia                 | 2003-2004 |
| Dínamo de Moscú     | Rusia                 | 2004-2005 |
| Rusichy Oryol       | Rusia                 | 2005      |
| FK Jimki            | Rusia                 | 2006-2007 |
| Volga Tver          | Rusia                 | 2007-2008 |
| Astana              | Kazajistán            | 2008      |

## Palmarés

### Campeonatos nacionales
| Título                     | Club             | País            | Año  |
| -------------------------- | ---------------- | --------------- | ---- |
| Copa de la Unión Soviética | Spartak de Moscú | Unión Soviética | 1992 |
| Liga Premier de Rusia      | Spartak de Moscú | Rusia           | 1992 |
| Liga Premier de Rusia      | Spartak de Moscú | Rusia           | 1993 |
| Liga Premier de Rusia      | Spartak de Moscú | Rusia           | 1994 |
| Copa de Rusia              | Spartak de Moscú | Rusia           | 1994 |
| Liga Premier de Rusia      | Spartak de Moscú | Rusia           | 2001 |